# 명사 (논리학)
명사(名辭)는 철학 또는 논리학에서 하나의 개념을 언어로 나타내며 명제를 구성하는 데에 요소가 되는 말 또는 단어를 지칭한다. 흔히 명사(名詞)나 동사 등과 같은 품사 하나로 이루어지기도 하지만 ‘한국에서 제일 높은 산’처럼 여러 개의 낱말로 이루어진 구(句)로도 가능하며, 주사(主辭)와 빈사(賓辭)로 나뉜다.
한편 올바른 명제를 구성한다는 것은 '타당한 추론의 형식'(Valid form of inference)을 필요로 하며 결국 타당한 추론의 형식하에서 확인된 올바른 명제는 정의로서 올바른 '명사'의 필수요소이다.

## 내포와 외연
외연(外延)은 일정한 개념(명사)이 적용되는 사물의 전 범위이다. 이를테면 금속이라고 하는 명사에 대해서는 금, 은, 구리, 쇠 따위이고 동물이라고 하는 개념에 대해서는 원숭이, 호랑이, 개, 고양이 따위이다.
반면 내포(內包)는 명사 즉 개념이 적용되는 범위에 속하는 여러 사물이 공통으로 지니는 필연적 성질의 전체이다. 형식 논리학상으로는 이것과 외연은 반대 방향으로 증가 혹은 감소한다.
이처럼 명사는 개념적으로 내포와 외연을 속성으로해서 판단의 행위를 할 수 있는 명제의 구성요소가 된다.

## 정의
고전논리학에서 '정의' 즉 정의한다는 것은 '개념이 속하는 가장 가까운 유(類)를 들어 그것이 체계 가운데 차지하는 위치를 밝히고 다시 종차(種差)를 들어 그 개념과 등위(等位)의 개념에서 구별하는 것이다.' 예를 들면 ‘사람은 이성적(理性的)인 동물이다.’와 같이, 판명하려는 개념을 주어부로 하고 종차와 최근류(最近類)를 술어부로 하는 판단으로써 성립하게 된다.
따라서
정의=피정의객체+종차+최근류
의 형식을 취한다.
한편 이렇게 논리적으로 정의되는 명사는 고전 논리학에서뿐만 아니라 현대논리학에서의 명제로 나타내지며 내포와 외연을 범주로 해서 연역적 추리의 핵심 기능을 형성할 뿐만 아니라 사실상 광범위한 올바른 추론의 핵심을 구성한다.
따라서 명사는 올바른 명제로서의 정의라고 할 수 있다.

## 명사의 종류
한편 논리학에서의 명사는 언어학에 있어서 그것과는 다르며 종류로는 포함(包含)으로 범주되는 유종관계인 류명사(유개념)와 종명사(종개념)가 있다. 이러한  포함관계에서 상하관계를 이루는 계열에 따른 상위명사와 하위명사 그리고 동위명사의 구별이 있으며 동위명사들은 종차에 의해서 변별된다. 따라서 류명사가 종명사를 포함하기 위해서는 종명사들의 종차를 제거해야함으로 류명사의 상위로 갈수록 내포는 줄어들게되고 종명사를 포함하는 량은 커짐으로 외연은 넓어지게된다.
| 유종관계 | 내포의 양                    | 외연의 양                                  |
| -------- | ---------------------------- | ------------------------------------------ |
| 에너지   | 힘(일을 할 수 있는 능력)     | 운동에너지,위치에너지,전기,열 등 모든 힘들 |
| 열       | 열을 발생시키는 에너지, 힘   | 태양열, 지열, 화력등                       |
| 화력     | 열을 발생시키는 에너지,불,힘 | 석탄, 석유, 천연가스,나무 등의 화력        |

위의 표에서 열은 에너지에 대해서 종명사(하위명사)가 되며 에너지는 열에 대해 류명사(상위명사)가 된다. 위의 예에서 최상류는 에너지이며 최하류는 화력이다. 태양열과 동위명사는 지열,화력등이다.  상위명사로 갈수록 특징을 나타내는 내포의 양은 적어지고 하위개념 및 외연의 양은 많아진다.
한편 선언명사와 교차명사의 구분은 외연의 교차여부로 판단할 수 있으며, 특히 반대명사와 모순명사의 구별은 흑백사고 오류등 이처럼 외연적 정의의 오류와 밀접한 관계가 있다.

## 삼단논법
삼단 논법에서 대명사(大名辭)는 대개념(大槪念)을 언어로 나타낸 것이며 소명사(小名辭)는 소개념(小槪念)이 되는 말을 언어로 나타낸 것이다. 한편 대명제에 있으면서 중명사가 아닌 명사는 대명사가 되며 소명제에 있으면서 중명사가 아닌 명사는 소명사가 된다.
대전제 ‘포유류는 새끼를 낳는다.’
소전제 ‘고래는 새끼를 낳는다.’
결론  ‘그러므로 고래는 포유류이다.’
이처럼  '포유류', ‘고래’, '새끼'와 같은 대명사, 소명사, 중명사인 명사를 말한다.

## 기호논리학
| 명제   | 언어 기호                          | 수리 기호                           | 기호논리의 근거제시 |
| ------ | ---------------------------------- | ----------------------------------- | ------------------- |
| 전제 1 | 만약 A가 B라면 C가 아니거나 D이다. | {\displaystyle B\supset (-C\lor D)} | (-C)                |
| 전제 2 | A는 E이거나 또는 C이다.            | {\displaystyle E\lor C}             | (E)                 |
| 전제 3 | A는 B이다.                         | {\displaystyle B}                   |                     |
| 전제 4 | A는 D가 아니다.                    | {\displaystyle -D}                  |                     |
| 결론1  | A는 C가 아니다.                    | {\displaystyle -C}                  | 전제1,전제4, F3     |
| 결론2  | A는 E이다.                         | {\displaystyle E}                   | 전제2,결론1, F3     |

기호논리학은 복잡한 자연언어의 문장들로 구성된 추론들로부터 기호화된 추론 형식을 적용함으로써 타당성 검증을 가능하게한다.

## 문장 구조
언어학에서 문장이 주어부와 술어부로 구성되듯이 논리학에서 명사는 주사(主辭)와 빈사(賓辭)로 구분된다.
| 온전한 문장 | 주어부 | 술어부 |
| ----------- | ------ | ------ |
| 완전한 명제 | 주사   | 빈사   |
| 명사의 구분 | 주명사 | 빈명사 |

## 같이 보기
- 대당사각형
- 고전논리학
- 언어기호학